# Jiayuguan

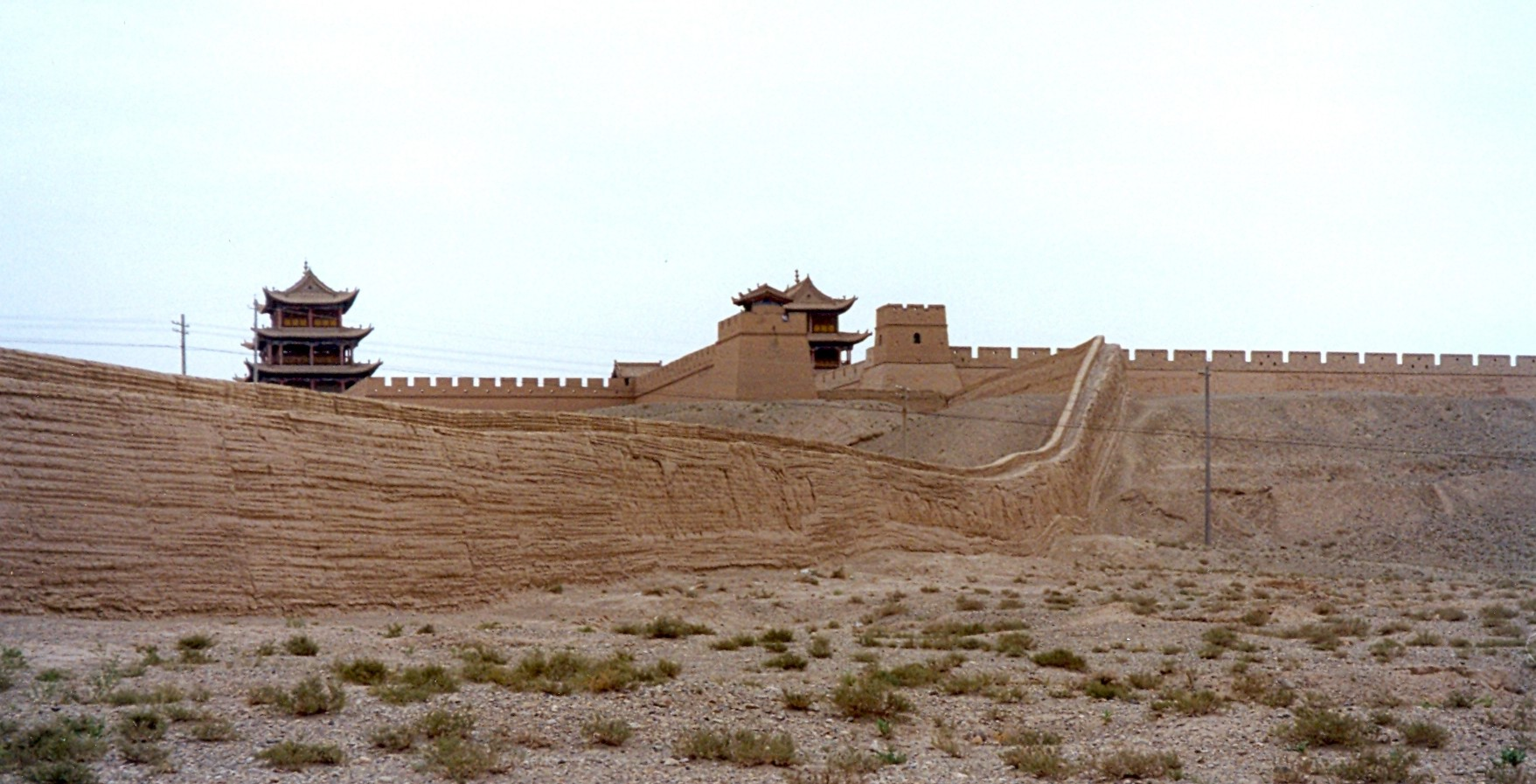
La Grande Muraille à Jiayuguan

Jiayuguan (嘉峪关 ; pinyin : Jiāyùguān) est une ville de la province du Gansu en Chine. Le Fort de Jiayuguan marque l'extrémité occidentale de la Grande Muraille de Chine.
Un important centre de vol à voile se situe également dans cette ville.

## Démographie
La population de la préfecture était estimée à 160 000 habitants en 2004, et celle de la ville de Jiayuguan à 127 532 habitants en 2007.

## Subdivisions administratives
La ville-préfecture de Jiayuguan n'exerce sa juridiction sur aucune division de niveau xian. Le gouvernement de la ville administre directement neuf divisions de niveau canton.